# ミズーリ州出身の人物一覧

## あ行
- ホアン・アイケルバーガー - 野球選手
- オリータ・アダムス - ソウル歌手/ジャズ歌手
- ロバート・アルトマン - 映画監督
- ダイアン・ウィースト - 女優
- ザック・ウィート - 野球選手 (アメリカ野球殿堂表彰者)
- ノーバート・ウィーナー - 数学者
- アール・ウィーバー - 野球選手・監督 (アメリカ野球殿堂表彰者)
- デニス・ウィーバー - 俳優
- リチャード・ウィッグス - 野球選手
- ディック・ウィリアムズ - 野球選手・監督 (アメリカ野球殿堂表彰者)
- アンジェラ・ウィンブッシュ - ソウル歌手
- ジェリー・ウォーレス - ポップ・カントリー歌手
- ウォーカー・エバンス - 写真家
- エイコン - ミュージシャン
- エミネム - ラップ・ミュージシャン
- トマス・エリオット - 劇作家
- ランディ・オートン - プロレスラー
- ポール・オニール - 実業家
- ダン・オバノン - 映画監督

## か行
- バーバラ・カー - ソウル歌手
- キッド・カーリー - ガンマン
- ジョージ・ワシントン・カーヴァー - 植物学者
- デール・カーネギー - 作家
- マーサ・ジェーン・カナリー - ガンマン
- パッド・ガルヴィン - 野球選手 (アメリカ野球殿堂表彰者)
- ランドル・ギャレット - 作家
- ドン・ギリス - 作曲家
- ケヴィン・クライン - 俳優
- クリス・クーパー - 俳優
- スコット・クーパー - 野球選手
- ロバート・クーンツ - 軍人
- ダニー・グッドウィン - 野球選手
- ジョン・グッドマン - 俳優
- サラ・クラーク - 俳優
- クラーク・グリフィス - 野球選手・監督・球団経営者 (アメリカ野球殿堂表彰者)
- シェリル・クロウ - ミュージシャン
- スティーヴ・クロッパー - ミュージシャン
- ウォルター・クロンカイト - ジャーナリスト
- フェイ・ケラーマン - 作家
- ジョナサン・コーチマン - アナウンサー
- ミスティ・コープランド - バレエダンサー
- サラ・コールドウェル - 指揮者
- ロジャー・コーンバーグ - 科学者

## さ行
- リック・サトクリフ - 野球選手
- ホートン・スミス - プロゴルファー
- アグネス・スメドレー - ジャーナリスト
- トーマス・シー - 天文学者
- ジェシー・ジェイムズ - ガンマン
- ボブ・ジェームス - ピアニスト
- ドナルド・ジャッド - 彫刻家
- ケイト・ショパン - 作家
- ドン・ジョンソン - 歌手
- ペイン・スチュワート - プロゴルファー
- ケーシー・ステンゲル - 野球選手・監督 (アメリカ野球殿堂表彰者)
- エドガー・スノー - ジャーナリスト
- コーリー・スピンクス - ボクサー
- ビリー・スワン - カントリー歌手
- 戦闘竜(ヘンリー・アームストロング・ミラー) - 格闘家・元力士

## た行
- キャスリーン・ターナー - 女優
- チャック・ベリー - 歌手
- ディック・ヴァン・ダイク - 俳優
- ファレル・ダブス - 労働運動家
- ドン・チードル - 俳優
- マクスウェル・D・テイラー - 軍人
- ルー・テーズ - プロレスラー
- ジョン・ドーア - ベンチャーキャピタリスト
- ヴァージル・トムソン - 作曲家
- ハリー・S・トルーマン - アメリカ合衆国第33代大統領
- ベス・トルーマン - ファーストレディ

## は行
- ドリス・ハート - テニス選手
- モーガン・バークハート - 野球選手
- ジョン・パーシング - 軍人
- マーク・バーリー - 野球選手
- ジーン・ハーロウ - 女優
- フォンテラ・バス - ソウル歌手
- エドウィン・ハッブル - 天文学者
- カール・ハッベル - 野球選手 (アメリカ野球殿堂表彰者)
- ウィリアム・S・バロウズ - 小説家
- ライアン・ハワード - 野球選手
- ウォーレス・ビアリー - 俳優
- デヴィッド・ピーストン - ソウル歌手/ジャズ歌手
- アン・ピーブルズ - ソウル歌手[1]
- ラングストン・ヒューズ - 作家
- ジョン・ヒューストン - 映画監督
- ヴァージル・ヒル - ボクサー
- ヘンダーソン・フォーサイス - 俳優
- ヴィンセント・プライス - 俳優
- ノーマン・ブラウン - ジャズ・ミュージシャン
- フレッド・ブラッシー - プロレスラー
- オマル・ブラッドリー - 軍人
- ジェイムズ・ウィリアム・フルブライト - 政治家
- エミー・フレージャー - テニス選手
- ジェイク・ベックリー - 野球選手 (アメリカ野球殿堂表彰者)
- ローレン・ベットナー - 神学者
- ロバート・ラッセル・ベネット - 作曲家
- ヨギ・ベラ - 野球選手・監督 (アメリカ野球殿堂表彰者)
- チャック・ベリー - ロックンロール・ミュージシャン
- ゴードン・ベル - コンピューター技術者
- ヴァージニア・ヘンダーソン - 看護学者
- クリート・ボイヤー - 野球選手
- ニック・ボックウィンクル - プロレスラー
- ジョニー・ヨング・ボッシュ - 声優・俳優

## ま行
- リチャード・マイヤーズ - 軍人
- マイケル・マクドナルド - ミュージシャン
- 南貴樹 - 野球選手
- ジョン・ミリアス - 映画監督
- ケビン・ミラー - 野球選手
- フロイド・メイウェザー・ジュニア - ボクサー
- ヴァージニア・メイヨ - 女優
- パット・メセニー - ジャズ・ミュージシャン
- ロバート・モリス - 芸術家

## や行
- レジー・ヤング - ミュージシャン

## ら行
- ピート・ライザー - 野球選手
- エリック・ラドウィック - 野球選手
- リンダ・リングル - 政治家
- ハーリー・レイス - プロレスラー
- ケイシー・ロジャース - 女優
- ジンジャー・ロジャース - 女優
- ジャッキー・ロス - ポップ・ソウル歌手
- ネリー・ロス - 政治家

## わ行
- マーガレット・ワイス - 作家
- ジェーン・ワイマン - 女優
- ポーター・ワゴナー - カントリー歌手
- トム・ワトソン - プロゴルファー